# Persicaria runcinata
Persicaria runcinata är en slideväxtart som först beskrevs av Buch.-ham. och David Don, och fick sitt nu gällande namn av Masamune. Persicaria runcinata ingår i släktet pilörter, och familjen slideväxter.

## Underarter
Arten delas in i följande underarter:
- P. r. alpina
- P. r. sinensis